# Opustitev kajenja
Opustitev kajenja ali prenehanje kajenja je proces opustitve kajenja tobaka.  Tobačni dim vsebuje nikotin, ki deluje zasvojljivo in lahko povzroči odvisnost.  Posledično odtegnitevnikotina pogosto oteži proces opuščanja.
Kajenje je glavni vzrok smrti, ki bi jo bilo mogoče preprečiti, in velik problem za svetovno zdravje. Uporaba tobaka najpogosteje vodi do bolezni, ki prizadenejo srce in pljuča, pri čemer je kajenje glavni dejavnik tveganja za srčni napad,  možgansko kap,  kronično obstruktivno pljučno bolezen (KOPB),  idiopatsko pljučno fibrozo (IPF),  emfizem in različne vrste in podtipe raka  (zlasti pljučnega raka, raka ustnega žrela,  grla in ust, raka požiralnika in trebušne slinavke). Opustitev kajenja znatno zmanjša tveganje smrti zaradi bolezni, povezanih s kajenjem. 
Od leta 2001 do 2010 je približno 70 % kadilcev v Združenih državah Amerike izrazilo željo, da bi prenehali kaditi, 50 % pa jih je poročalo, da so to poskušali storiti v zadnjem letu. Za opustitev kajenja je mogoče uporabiti številne strategije, vključno z nenadno opustitvijo kajenja brez pomoči, zmanjšanjem in nato opustitvijo, vedenjskim svetovanjem in zdravili, kot so bupropion, citizin, nikotinska nadomestna terapija ali vareniklin. V zadnjih letih je zlasti v Kanadi in Združenem kraljestvu veliko kadilcev z namenom opustitve tobaka prešlo na uporabo elektronskih cigaret.  
Večina kadilcev, ki poskušajo opustiti kajenje, to stori brez pomoči. Vendar je brez pomoči dolgoročno uspešnih samo 3–6 % poskusov opustitve. Stopnjo uspešnega opuščanja povečajo vedenjsko svetovanje in zdravila, kombinacija vedenjskega svetovanja z zdravili, kot je bupropion, pa je učinkovitejša kot posamezna intervencija.  Metaanaliza iz leta 2018, v katero je bilo vključenih 61 randomiziranih kontroliranih preskušanj, je pokazala, da je bilo med ljudmi, ki so prenehali kaditi z zdravili za opuščanje (in nekaj vedenjske pomoči), leto pozneje še vedno nekadilcev približno 20 %, v primerjavi z 12 od tistih, ki niso jemati zdravil.
Pri kadilcih, ki so odvisni od nikotina, lahko opustitev kajenja povzroči simptome odtegnitve nikotina, kot so hrepenenje po nikotinu, tesnoba, razdražljivost, depresija in povečanje telesne mase.  :2298Strokovne metode podpore pri opuščanju kajenja na splošno poskušajo odpraviti simptome odtegnitve nikotina, da bi se oseba lahko osvobodila odvisnosti od nikotina.